# THE だいじょぶズ
THE だいじょぶズは、日本のロックバンド。元よしもとミュージック所属。

## 来歴
2017年2月結成。7月、1stミニアルバム『イッツオールライト！！』リリース。
2018年6月 1stアルバム『ロックンロールゾンビ』リリース。7月、ルミネtheよしもとにて開催された「幼児・小学生・戦隊ファン向け 夏休み企画 ももたろう」（作・演出・主演石田明（NON STYLE））にて主題歌『レッツゴー！ももたろう』担当。12月、Laugh & Peace Musicよりミニアルバム『THE だいじょぶズ』配信開始。
2019年5月、シングル『青春バカヤロー！！』配信開始。9月、ワンマンライブ『大だいじょぶ祭り』を恵比寿LIQUIDROOMにて行う。
2020年2月、2ndアルバム『ベイベー!!!!』をリリース。同日、下北沢CLUB251にて、虎の子ラミー、STANCE PUNKSを迎えリリースイベントを開催。
2021年3月、シングル『ダイナマイトサンダーボルトミュータントロックバンド』を屋根裏音楽舎よりリリース及び配信開始。同日、恵比寿LIQUIDROOMにて、THE NEATBEATSを迎えリリースイベントを開催。
2022年4月、3rdアルバム『雨発晴行』をリリース。眉村ちあきをゲストに迎え、渋谷O-WESTにてレコ発ライブ。同時に『12ヶ月連続自主企画ライブ Gotta'n Go!!!!』及び『Gotta'n Go!!!!ツアー』を開始。9月、映画「俺と○○○すれば売れる」のエンディングテーマ曲に『キラキラ』が使用される。10月、映画「向田理髪店」劇中にて主演の高橋克実が歌う『ふるさとに叫べ』を松野浩介、白井岬が制作。同月末、渋谷CLUB QUATTROにて『Gotta'n Go!!!!ツアー』ファイナルのワンマンライブを開催。これに伴い、毎日路上告知を行う。
2023年1月、新ドラマーゆきちか加入。8月、1st EP『ゲンシ・ノ・テンシ』をリリース。お笑い芸人のピストジャムがジャケットアートワークを手掛ける。

## メンバー
| 名前      | 担当     | 生年月日             | 血液型 | 備考                                                          |
| --------- | -------- | -------------------- | ------ | ------------------------------------------------------------- |
| 松野 浩介 | ボーカル | 1983年5月3日（42歳） | B型    | お笑いコンビ初恋タローにてツッコミ担当。 妻は女優の森岡朋奈。 |
| 渡邉 拓哉 | ベース   | 5月22日              |        |                                                               |

### 旧メンバー
| 名前     | 担当   | 生年月日               | 血液型 | 備考                                                                           |
| -------- | ------ | ---------------------- | ------ | ------------------------------------------------------------------------------ |
| 白井 岬  | ギター | 1990年9月21日（34歳）  | O型    | 白井貴子、ハイエナカー、Finally、がつぽんず、あべまえば等のサポートでも活躍。  |
| 亀井 栄  | ドラム | 1982年7月15日（42歳）  | A型    | 藍坊主の元メンバー。                                                           |
| MASA     | ベース | 1979年1月12日（46歳）  | B型    |                                                                                |
| ゆきちか | ドラム | 2000年10月26日（24歳） | A型    | 2023年1月18日加入。 12歳（当時最年少）でパール楽器製造とエンドース契約を結ぶ。 |

## 作品

### コラボレーション
| 発売日        | タイトル               | 品番     |
| ------------- | ---------------------- | -------- |
| 2018年7月25日 | レッツゴー！ももたろう | 配信のみ |